# Atocha (stacja metra w Madrycie)
Atocha – stacja metra w Madrycie, na linii 1. Znajduje się na granicy dzielnic Retiro i Arganzuela, w Madrycie i zlokalizowana jest pomiędzy stacjami Estación del Arte a Menéndez Pelayo. Została otwarta 8 maja 1923.